# Lista de prefeitos de Sítio do Quinto
Esta é a lista de prefeitos do município de Sítio do Quinto, do estado brasileiro da Bahia.
O cargo de prefeito no Brasil, foi criado em 11 de abril de 1835, pela assembleia provincial paulista, em reação aos amplos poderes conferidos pelo Código de Processo Criminal de 1832 às câmaras municipais. Seguiram o exemplo paulista seis províncias do nordeste brasileiro (Alagoas, Ceará, Maranhão, Paraíba, Pernambuco e Sergipe).
Sob a vigente ordem constitucional, essa designação é dada ao funcionário público do Poder Executivo municipal, que exerce seu cargo em função de uma legislatura (mandato), sendo para tanto eleito a cada quatro anos, podendo ser reeleito por mais 4 anos (segundo mandato).
Funções
O poder executivo municipal chefia a administração e comanda os serviços públicos, tendo como comandante o prefeito.
A partir da constituição brasileira de 1934, o cargo de prefeito passou a ser o único, em todo o Brasil, ao qual estão atribuídas as funções de chefe do poder executivo do governo local, em simetria aos chefes dos executivos da União e do estado, portanto, em forma monocrática. Este texto quer dizer que deverá haver harmonia e integração de ação entre as esferas envolvidas sem a intervenção de uma na outra, exceto nos casos previstos na Constituição Federal.
Eleições
O prefeito é eleito por sufrágio universal, secreto, direto, em pleito simultâneo em todo o País, realizado a cada quatro anos, no primeiro domingo de outubro.
E trinta dias após tem lugar o segundo turno, se o eleito em primeiro lugar não atingir 50% dos votos válidos mais um voto, no caso de municípios com mais de duzentos mil eleitores.
Conforme a legislação eleitoral atual no Brasil para tornar-se elegível, exige-se uma série de requisitos;
- Possuir nacionalidade brasileira ou portuguesa (neste caso, o cidadão português deve se encontrar amparado pelo Estatuto de Igualdade entre Portugueses e Brasileiros),
- Título de eleitor em dia e estar em gozo pleno do exercício dos direitos políticos,
- Domicilio eleitoral na circunscrição na qual o candidato se apresenta,
- Filiação partidária,
- Ser alfabetizado (tópico invalidado pela atual constituição brasileira de 1988),
- Desincompatibilização de cargo público — Se ocupa um cargo público deve sair seis meses antes das eleições e voltar caso possa só após seis meses ao pleito eleitoral,
- Renúncia de outro mandado até seis meses antes do pleito e não ser parente afim ou consangüíneo, até segundo grau, ou cônjuge de titular de cargo eletivo; pode, entretanto, ser candidato à reeleição (artigo 14 da Constituição),
- Ter idade mínima de 21 anos.

## Lista de prefeitos
| Nº | Nome                                           | Partido | Início do mandato     | Fim do mandato         | Observações                             | Fontes |
| 1  | Antônio Marques do Nascimento "Tabaqueiro"     | PTB     | 1º de janeiro de 1990 | 31 de dezembro de 1992 | Prefeito eleito em sufrágio universal   | [ 2 ]  |
| 2  | Erivaldo José do Nascimento                    | PMDB    | 1º de janeiro de 1993 | 31 de dezembro de 1996 | Prefeito eleito em sufrágio universal   | [ 2 ]  |
| 3  | Antônio Marques do Nascimento "Tabaqueiro"     | PTB     | 1º de janeiro de 1997 | 31 de dezembro de 2000 | Prefeito eleito em sufrágio universal   | [ 2 ]  |
| 3  | Antônio Marques do Nascimento "Tabaqueiro"     | PTB     | 1º de janeiro de 2001 | 31 de dezembro de 2004 | Prefeito reeleito em sufrágio universal | [ 3 ]  |
| 4  | José Oliveira Santos "Magalhães"               | PP      | 1º de janeiro de 2005 | 31 de dezembro de 2008 | Prefeito eleito em sufrágio universal   | [ 4 ]  |
| 5  | Cleigivaldo Carvalho Santa Rosa                | PSDB    | 1° de janeiro de 2009 | 31 de dezembro de 2012 | Prefeito eleito em sufrágio universal   | [ 5 ]  |
| 5  | Cleigivaldo Carvalho Santa Rosa                | PDT     | 1º de janeiro de 2013 | 31 de dezembro de 2016 | Prefeito reeleito em sufrágio universal | [ 6 ]  |
| 6  | Jair Jesus dos Santos "Jair dos Correios"      | PSD     | 1º de janeiro de 2017 | 31 de dezembro de 2020 | Prefeito eleito em sufrágio universal   | [ 7 ]  |
| 6  | Jair Jesus dos Santos "Jair dos Correios"      | PSD     | 1º de janeiro de 2021 | 31 de dezembro de 2024 | Prefeito reeleito em sufrágio universal | [ 8 ]  |
| 7  | Benedito José de Jesus Reis "Bené do Planalto" | PSD     | 1º de janeiro de 2025 | Incumbente             | Prefeito eleito em sufrágio universal   | [ 9 ]  |